# USS Jack (SS-259)
USS Jack (SS-259) là một tàu ngầm lớp Gato từng phục vụ cùng Hải quân Hoa Kỳ trong Chiến tranh Thế giới thứ hai. Nó là chiếc tàu chiến đầu tiên của Hải quân Hoa Kỳ được đặt cái tên này, theo tên chung của nhiều loài trong họ Cá khế. Nó đã phục vụ trong suốt Thế chiến II, thực hiện tổng cộng chín chuyến tuần tra, đánh chìm 15 tàu Nhật Bản với tổng tải trọng 76.687 tấn, xếp hạng chín về tải trọng trong số tàu ngầm Hoa Kỳ có thành tích nổi bật nhất trong chiến tranh. Được cho ngừng hoạt động sau khi xung đột chấm dứt vào năm 1946, nó được huy động trở lại để tiếp tục phục vụ trong giai đoạn Chiến tranh Lạnh vào năm 1957, rồi chuyển cho Hy Lạp để hoạt động như là chiếc Amfitriti (S-17) cho đến năm 1967. Con tàu cuối cùng bị đánh chìm như một mục tiêu tại Địa Trung Hải. Jack được tặng thưởng danh hiệu Đơn vị Tuyên dương Tổng thống cùng bảy Ngôi sao Chiến trận do thành tích phục vụ trong Thế Chiến II.

## Thiết kế và chế tạo
Lớp tàu ngầm Gato được thiết kế cho mục đích một tàu ngầm hạm đội nhằm có tốc độ trên mặt nước cao, tầm hoạt động xa và vũ khí mạnh để tháp tùng hạm đội chiến trận. Con tàu dài 311 ft 9 in (95,02 m) và có trọng lượng choán nước 1.525 tấn Anh (1.549 t) khi nổi và 2.424 tấn Anh (2.463 t) khi lặn. Chúng trang bị động cơ diesel dẫn động máy phát điện để cung cấp điện năng cho bốn động cơ điện, đạt được công suất 5.400 shp (4.000 kW) khi nổi và 2.740 shp (2.040 kW) khi lặn, cho phép đạt tốc độ tối đa 21 hải lý trên giờ (39 km/h) và 9 hải lý trên giờ (17 km/h) tương ứng. Tầm xa hoạt động là 11.000 hải lý (20.000 km) khi đi trên mặt nước ở tốc độ 10 hải lý trên giờ (19 km/h) và có thể hoạt động kéo dài đến 75 ngày và lặn được sâu tối đa 300 ft (90 m).
Lớp tàu ngầm Gato được trang bị mười ống phóng ngư lôi 21 in (530 mm), gồm sáu ống trước mũi và bốn ống phía phía đuôi tàu, chúng mang theo tối đa 24 quả ngư lôi. Vũ khí trên boong tàu gồm một hải pháo 3 inch/50 caliber, và thường được tăng cường một khẩu pháo phòng không Bofors 40 mm nòng đơn và một khẩu đội Oerlikon 20 mm nòng đôi, kèm theo súng máy .50 caliber và .30 caliber. Tiện nghi cho thủy thủ đoàn bao gồm điều hòa không khí, thực phẩm trữ lạnh, máy lọc nước, máy giặt và giường ngủ cho hầu hết mọi người, giúp họ chịu đựng cái nóng nhiệt đới tại Thái Bình Dương cùng những chuyến tuần tra kéo dài đến hai tháng rưỡi.
Jack được đặt lườn tại xưởng tàu của hãng Electric Boat Company ở Groton, Connecticut vào ngày 2 tháng 2, 1942. Nó được hạ thủy vào ngày 16 tháng 10, 1942, được đỡ đầu bởi bà Frances Seely, và được cho nhập biên chế cùng Hải quân Hoa Kỳ vào ngày 6 tháng 1, 1943 dưới quyền chỉ huy của Hạm trưởng, Trung tá Hải quân Thomas M. Dykers.

## Lịch sử hoạt động

### 1943
Sau khi hoàn tất việc chạy thử máy huấn luyện tại các vùng biển ngoài khơi New London, Connecticut và Newport, Rhode Island, Jack chuẩn bị để được điều động sang khu vực Mặt trận Thái Bình Dương. Nó khởi hành từ Căn cứ Tàu ngầm Hải quân New London vào ngày 26 tháng 4, 1943, băng qua kênh đào Panama và đi đến Trân Châu Cảng vào ngày 21 tháng 5.

#### Chuyến tuần tra thứ nhất
Khởi hành từ Trân Châu Cảng vào ngày 5 tháng 6 cho chuyến tuần tra đầu tiên ngoài khơi bờ biển đảo Honshū, Nhật Bản, Jack tấn công một đoàn năm tàu buôn vào ngày 26 tháng 6, và sau năm lượt tấn công đã đánh chìm tàu chở hành khách Toyo Maru (4.163 tấn) và tàu chở hàng Shozan Maru (5.859 tấn). Đang khi chuẩn bị phóng ngư lôi vào một mục tiêu thứ ba, nó bị bất ngờ bởi bom ném từ máy bay đối phương phản công, nhưng kiểm soát được độ sâu và tiến hành sửa chữa những hư hại. Đến ngày 4 tháng 7, nó lại theo dõi một tàu chở hàng được một tàu hộ tống bảo vệ, và phóng ba ngư lôi đánh chìm được chiếc Nikkyo Maru (6.529 tấn). Chiếc tàu ngầm quay trở về Trân Châu Cảng để sửa chữa vào ngày 19 tháng 7.

#### Chuyến tuần tra thứ hai
Trong chuyến tuần tra thứ hai từ ngày 5 tháng 9 đến ngày 10 tháng 10, Jack gặp trục trặc động cơ diesel H.O.R., buộc nó phải cắt ngấn chuyến tuần tra và quay trở về Trân Châu Cảng để sửa chữa.

### 1944

#### Chuyến tuần tra thứ ba
Rời Trân Châu Cảng vào ngày 16 tháng 1, 1944 cho chuyến tuần tra thứ ba tại khu vực biển Đông, Jack hoạt động dọc theo tuyến đường vận chuyển tiếp liệu huyết mạch của Nhật Bản. Bắt gặp một đoàn năm tàu chở dầu được ba tàu hộ tống bảo vệ vào sáng sớm ngày 19 tháng 2, nó đi đến vị trí thuận tiện và phóng một loạt ba quả ngư lôi, đánh chìm được chiếc Kokuie Maru (5.154 tấn). Chiếc tàu ngầm cơ động để lại đón đầu đoàn tàu, và đến xế chiều lại tung đợt tấn công, đánh chìm được Nanei Maru (5.019 tấn) và Nichirin Maru (5.162 tấn). Đợt phóng ngư lôi tiếp theo nhắm vào một tàu chở dầu bị trượt mục tiêu, và đối thủ chống trả với pháo 5-inch trên boong tàu, nhưng chỉ ba giờ sau đó Jack kết liễu Ichiyo Maru (5.106 tấn) với một loạt bốn quả ngư lôi. Chiếc tàu ngầm kết thúc chuyến tuần tra khi quay trở về căn cứ Fremantle, Australia vào ngày 13 tháng 3.

#### Chuyến tuần tra thứ tư
Trong chuyến tuần tra thứ tư từ ngày 6 tháng 4 đến ngày 10 tháng 5, Jack rời Fremantle để tiếp tục hoạt động tại khu vực biển Đông. Nó theo dõi một đoàn tàu vận tải từ xế trưa ngày 25 tháng 4 cho đến khi tấn công vào quá nữa đêm ngày hôm sau, đánh chìm chiếc SS Yoshida Maru số 1 (5.425 tấn), rồi hai ngày sau đó đã dùng hải pháo phá hủy tàu đánh cá trang bị vô tuyến Daisun, rồi quay trở về Fremantle.

#### Chuyến tuần tra thứ năm
Jack lại tiếp tục hoạt động dọc theo tuyến đường vận chuyển tiếp liệu của Nhật Bản trong chuyến tuần tra thứ năm. Nó khởi hành từ Fremantle vào ngày 4 tháng 6, và đến ngày 24 tháng 6 đã tiếp cận một đoàn tàu vận tải, phóng ngư lôi đánh chìm tàu chở dầu San Pedro Maru (7.268 tấn). Máy bay đối phương phản công đã khiến nó không thể tiếp tục tấn công những chiếc còn lại. Nó bắt gặp một đoàn tàu vận tải khác năm ngày sau đó, và sang sáng sớm ngày hôm sau 30 tháng 6 đã tung ra ba đợt phóng ngư lôi, đánh chìm được hai tàu chở hàng Matsukawa Maru (3.825 tấn) và Tsukushima Maru (4.645 tấn). Nó quay trở về căn cứ Fremantle vào ngày 14 tháng 7. Thành tích xuất sắc trong ba chuyến tuần tra gần nhất này đã khiến Jack được tặng thưởng danh hiệu Đơn vị Tuyên dương Tổng thống.

#### Chuyến tuần tra thứ sáu
Trong chuyến tuần tra thứ sáu từ ngày 6 tháng 8 đến ngày 24 tháng 9 tại vùng biển Celebes, Jack tấn công một đoàn tàu vận tải vào ngày 29 tháng 8, đánh chìm Tàu quét mìn số 28 và bắt đầu đuổi theo một tàu chở hành khách. Sau khi loạt ngư lôi phóng ra bị trượt, đối thủ chống trả bằng hải pháo, và chiếc tàu ngầm phải né tránh trước đánh chìm Mexico Maru (5.785 tấn) bằng loạt ngư lôi tiếp theo. Nó kết thúc chuyến tuần tra khi quay trở về Fremantle.

#### Chuyến tuần tra thứ bảy
Khởi hành từ Fremantle vào ngày 27 tháng 10 cho chuyến tuần tra thứ bảy, Jack quay trở lại hoạt động tại khu vực biển Đông. Nó tấn công một đoàn tàu vận tải ven biển trong các ngày 14 và 15 tháng 11, đánh chìm các tàu buôn Nichiei Maru (5.396 tấn) và Yusan Maru (6.859 tấn) trước khi phải rút lui ra khỏi vùng nước nông. Nó không tìm thấy mục tiêu phù hợp, nên rút lui về Trân Châu Cảng vào ngày 24 tháng 12 để kết thúc chuyến tuần tra, rồi đi đến San Francisco tại vùng bờ Tây để được đại tu.

### 1945

#### Chuyến tuần tra thứ tám và thứ chín
Hoàn tất công việc trong xưởng tàu, Jack quay trở lại Trân Châu Cảng vào ngày 1 tháng 4, 1945, rồi lên đường vào ngày 26 tháng 4 cho chuyến tuần tra thứ tám. Do hầu hết hạm đội tàu buôn Nhật Bản đã bị đánh chìm hoặc không thể rời cảng, chiếc tàu ngầm chuyển sang nhiệm vụ tìm kiếm và giải cứu phục vụ cho những chiến dịch không kích của tàu sân bay xuống chính quốc Nhật Bản. Nó quay trở về Guam vào ngày 18 tháng 6 để tái trang bị, rồi lại lên đường vào ngày 12 tháng 7 cho chuyến tuần tra thứ chín, cũng là cuối cùng. Nó đã tuần tra tìm kiếm và giải cứu tại khu vực giữa Luzon và Okinawa, cho đến khi Nhật Bản chấp nhận đầu hàng vào ngày 15 tháng 8, giúp chấm dứt vĩnh viễn cuộc xung đột. Con tàu quay trở về Midway vào ngày 29 tháng 8.

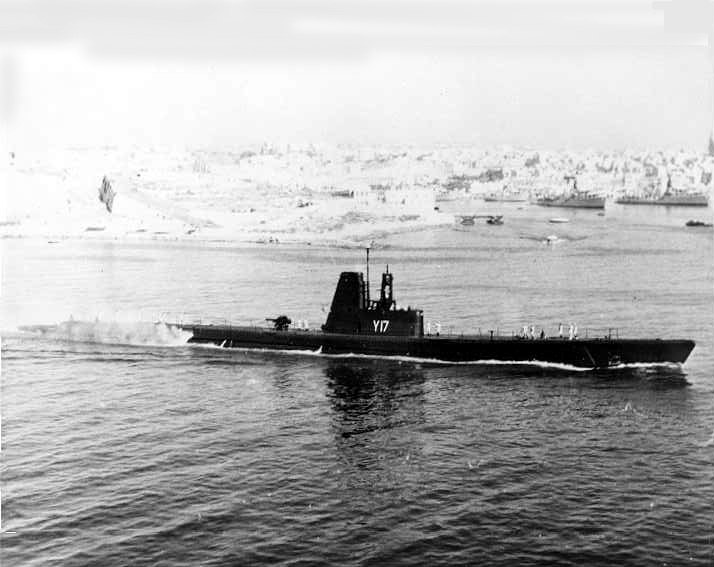
Tàu ngầm Hy Lạp Amfitriti (S-17) vào tháng 8 năm 1961.

Jack lên đường vào ngày 5 tháng 9, 1945 để quay trở về vùng bờ Đông, đi ngang qua Trân Châu Cảng và kênh đào Panama và đi đến thành phố New York vào ngày 3 tháng 10. Nó được cho xuất biên chế tại New London, Connecticut vào ngày 8 tháng 6, 1946, và được đưa về Hạm đội Dự bị Đại Tây Dương.

### Amfitriti(S-17)
Jack tạm thời được cho nhập biên chế vào ngày 20 tháng 12, 1957 để tân trang và hiện đại hóa, và sau khi hoàn tất huấn luyện đã được chuyển giao cho Hy Lạp vào ngày 21 tháng 4, 1958. Nó phục vụ cùng Hải quân Hoàng gia Hy Lạp như là chiếc Amfitriti (S-17) (tiếng Hy Lạp: Αμφιτρίτη - có thể phiên âm là Amphitriti) cho đến năm 1967. Sau khi được hoàn trả cho Hoa Kỳ, tên nó được cho rút khỏi danh sách Đăng bạ Hải quân Hoa Kỳ vào ngày 1 tháng 9 1967, và con tàu bị Đệ Lục hạm đội Hoa Kỳ đánh chìm như một mục tiêu thực hành tại Địa Trung Hải vào ngày 5 tháng 9, 1967, tại tọa độ 32°16′B 132°05′Đ / 32,267°B 132,083°Đ.

## Phần thưởng
Jack được tặng thưởng danh hiệu Đơn vị Tuyên dương Tổng thống cùng bảy Ngôi sao Chiến trận do thành tích phục vụ trong Thế Chiến II. Nó được ghi công đã đánh chìm 15 tàu Nhật Bản với tổng tải trọng 76.687 tấn, xếp hạng chín về tải trọng trong số tàu ngầm Hoa Kỳ có thành tích nổi bật nhất trong chiến tranh.
|  |                                         |  |
|  | Silver star · Bronze star · Bronze star |  |

| Dãi băng Hoạt động Tác chiến  | Dãi băng Hoạt động Tác chiến                                            | Đơn vị Tuyên Dương Tổng thống                                           | Đơn vị Tuyên Dương Tổng thống        |
| Huân chương Chiến dịch Hoa Kỳ | Huân chương Chiến dịch Châu Á-Thái Bình Dương với 7 Ngôi sao Chiến trận | Huân chương Chiến dịch Châu Á-Thái Bình Dương với 7 Ngôi sao Chiến trận | Huân chương Chiến thắng Thế Chiến II |